# AMC Eagle
AMC Eagle — повнопривідний пасажирський автомобіль середнього класу, яку виробляла компанія American Motors Corporation (AMC) з 1979 по 1987 роки.

## Історія
Вперше Eagle був представлений в серпні 1979 року (як автомобіль для 1980 модельного року) в кузовах купе, седан і універсал. Основою для автомобіля послужив AMC Concord. У 1981 році лінійку поповнили двохдверні моделі SX/4 і Kammback, створені на базі AMC Spirit. Крім того, в 1981-82 роках продавався кабріолет Sundancer. Виробництво автомобілів тривало до 14 грудня 1987 року.
В ті часи Eagle був єдиним повнопривідним пасажирським легковим автомобілем, виробленим в США. Доступний за ціною, він надавав як комфортну їзду по шосе, так і непогані можливості при пересуванні по легкому бездоріжжю, завдяки старанням інженерів AMC. І, незважаючи на розмитість самого визначення, саме про AMC Eagle можна сказати, що він «сьогодні відомий, як перший кросовер».

## Двигуни
- 2.5 л AMC I4
- 2.5 л GM Iron Duke I4
- 4.2 л AMC I6
- 3.6 л VM I6 turbodiesel